# Michael Boogerd
Michael Anthonie Boogerd (L'Aia, 28 maggio 1972) è un ex ciclista su strada olandese, tre volte campione nazionale su strada in linea e vincitore dell'Amstel Gold Race 1999.

## Carriera
Professionista dal 1994 al 2007, ha corso sempre per la stessa squadra insieme all'amico-rivale Erik Dekker, la Wordperfect-Colnago-Decca, che poi cambiò nome per motivi di sponsorizzazione diventando prima Novell e poi Rabobank. Atleta adatto alle corse di un giorno, specialmente quelle altimetricamente più impegnative, era caratterizzato da una ottima tenuta in salita, ma aveva una scarsissima attitudine allo sprint. La sua carriera è costellata di secondi e terzi posti, battuto in volata, di cui sette conseguiti in classiche monumento (due secondi posti e due terzi alla Liegi-Bastogne-Liegi, due secondi e un terzo posto al Giro di Lombardia)
Ha vinto l'Amstel Gold Race 1999 battendo in volata Lance Armstrong. È stato un autentico specialista della classica olandese, nella quale è salito sul podio in sette occasioni (quattro secondi posti e due terzi). Ha vinto inoltre due volte la Freccia del Brabante, nel 2001 e 2003. Si è anche classificato secondo nella Coppa del mondo 2003 preceduto solo dall'italiano Paolo Bettini.
Ha infine vinto la prova in linea dei campionati olandesi nel 1997, nel 1998 e nel 2006.
Nelle corse a tappe ha dimostrato una discreta tenuta, classificandosi spesso nei primi venti. Il suo migliore risultato è un quinto posto al Tour de France 1998, vinto da Marco Pantani. In dodici partecipazioni al Tour de France, sempre concluso tranne che nel 2000, ha concluso due volte fra i primi dieci e si è aggiudicato due vittorie di tappa, una nel 1996 e una nel 2002 con una spettacolare fuga di 80 km partita sul Colle del Télégraphe e conclusa a La Plagne. Dopo aver compreso che non poteva lottare per l'alta classifica nei Grandi Giri, Boogerd ha saputo trasformarsi in ottimo gregario per i suoi capitani nelle corse a tappe: memorabile fu la sua performance nel 2006, durante il quale aiutò il suo compagno Michael Rasmussen a conquistare il sesto posto in classifica generale e la maglia a pois. Ha preso inoltre parte al Giro d'Italia nel 2002 e alla Vuelta a España nel 1995, nel 1998 e nel 2006.
Dal 1997 al 2006 ha sempre fatto parte della Nazionale olandese centrando anche un quinto posto al Campionato del mondo di Hamilton nel 2003. Il suo ritiro, avvenuto nel 2007, era pianificato al Giro di Lombardia, tuttavia una caduta nei giorni precedenti lo ha costretto a finire anzitempo la sua carriera.
Una volta appesa la bici al chiodo, Michael Boogerd è stato testimonial per la Rabobank, sponsor della sua squadra, e opinionista per tv belghe e olandesi. Nel 2013, durante una trasmissione televisiva, riconosce di essersi dopato; a inizio 2016 gli vengono quindi tolte le vittorie e i piazzamenti ottenuti tra il 2005 e il 2007, e gli viene inoltre inflitta una sospensione di due anni per doping, otto anni dopo il ritiro dalle corse.

## Palmarès
- 1996 (Rabobank, una vittoria)

6ª tappa Tour de France (Arc-et-Senans > Aix-les-Bains)
- 1997 (Rabobank, una vittoria)

Campionato olandese, prova in linea
- 1998 (Rabobank, tre vittorie)

3ª tappa Setmana Catalana (Castelló d'Empúries > Rasos de Peguera)
Classifica generale Setmana Catalana
Campionato olandese, prova in linea
- 1999 (Rabobank, sei vittorie)

3ª tappa Volta a la Comunitat Valenciana
Classifica generale Parigi-Nizza
5ª tappa, 1ª semitappa Vuelta al País Vasco (Lekunberri > Orio)
Amstel Gold Race
Giro dell'Emilia
Gran Premio Bruno Beghelli
- 2000 (Rabobank, una vittoria)

7ª tappa Tirreno-Adriatico (Teramo > Torricella Sicura)
- 2001 (Rabobank, sette vittorie)

2ª prova Challenge de Mallorca (Trofeo Alcúdia)
1ª tappa Volta a la Comunitat Valenciana
4ª tappa Volta a la Comunitat Valenciana
7ª tappa Tirreno-Adriatico (Fermo > Ortezzano)
Classifica generale Setmana Catalana
Brabantse Pijl
1ª tappa Rheinland-Pfalz-Rundfahrt
- 2002 (Rabobank, due vittorie)

6ª tappa Giro dei Paesi Bassi (Sittard > Landgraaf)
16ª tappa Tour de France (Les Deux Alpes > La Plagne)
- 2003 (Rabobank, una vittoria)

Brabantse Pijl
- 2006 (Rabobank, una vittoria)

Campionato olandese, prova in linea

### Altri successi
- 1996 (Rabobank)

Klauterkoers Sweikhuizen (Criterium)
Mijl van Mares (Criterium)
Profronde van Stiphout (Criterium)
Profronde van Wateringen (Criterium)
- 1997 (Rabobank)

Profronde Heerlen (Criterium)
Profronde van Chaam (Criterium)
- 1998 (Rabobank)

Draai Van de Kaai-Roosendaal (Criterium)
Wielerronde van Boxmeer-Daags na de Tour (Criterium)
Ronde van Made (Criterium)
- 1999 (Rabobank)

Amsterdam Derny Race (Criterium)
Acht van Chaam (Criterium)
- 2000 (Rabobank)

Ronde van Pijnacker (Criterium)
Nacht van Hengelo (Criterium)
2001 (Rabobank)
Wateringen (Criterium)
Steenwijk (Criterium)
- 2002 (Rabobank)

Draai Van de Kaai-Roosendaal (Criterium)
Wielerronde van Boxmeer-Daags na de Tour (Criterium)
Gouden Pijl-Emmen (Criterium)
Peperbus Profspektakel van Zwolle (Criterium)
Profronde Spijkenisse (Criterium)
Amstel Curaçao Race (Kermesse)
- 2005 (Rabobank)

Wielerronde van Boxmeer-Daags na de Tour (Criterium)
- 2006 (Rabobank)

Wielerronde van Boxmeer-Daags na de Tour (Criterium)
Acht van Chaam (Criterium)
Profronde van Oostvoorne (Criterium)
Peperbus Profspektakel van Zwolle (Criterium)
- 2007 (Rabobank)

Steenwijk
Wielerronde van Boxmeer-Daags na de Tour (Criterium)
Wateringen (Criterium)
Peperbus Profspektakel van Zwolle (Criterium)

## Piazzamenti

### Grandi Giri
- Tour de France

1996: 31º
1997: 16º
1998: 5º
1999: 56º
2000: ritirato
2001: 10º
2002: 12º
2003: 32º
2004: 74º
2005: 23º
2006: 13º
2007: 12º
- Giro d'Italia

2002: 17º
- Vuelta a España

1995: 42º
1998: 49º
2006: ritirato

### Classiche monumento
- Milano-Sanremo

1996: 51º
1998: 37º
1999: 47º
- Giro delle Fiandre

2003: 9º
2004: 20º
2007: 9º
- Liegi-Bastogne-Liegi

1997: 51º
1998: 5º
1999: 2º
2000: 17º
2001: 5º
2002: 13º
2003: 3º
2004: 2º
2005: 3º
2006: 5º
2007: 6º
- Giro di Lombardia

1994: 36º
1997: 40º
1998: 2º
1999: 15º
2000: 16º
2001: 3º
2002: 6º
2003: 10º
2004: 2º
2006: 8º

### Competizioni mondiali
- Campionati del mondo

San Sebastián 1997 - In linea Elite: 50º
Valkenburg 1998 - In linea Elite: 6º
Verona 1999 - In linea Elite: 14º
Plouay 2000 - In linea Elite: 11º
Lisbona 2001 - In linea Elite: 43º
Zolder 2002 - In linea Elite: 109º
Hamilton 2003 - In linea Elite: 5º
Verona 2004 - In linea Elite: 7º
Madrid 2005 - In linea Elite: 18º
Salisburgo 2006 - In linea Elite: 28º
Stoccarda 2007 - In linea Elite: 12º
- Coppa del mondo/ProTour

Coppa del mondo 1998: 5º
Coppa del mondo 1999: 2º
Coppa del mondo 2002: 12º
Coppa del mondo 2003: 2º
ProTour 2006: 15º
- Giochi olimpici

Atene 2004 - In linea: ritirato

## Riconoscimenti
- Trofeo Gerrit Schulte nel 1998, 1999, 2002, 2003 e 2006